# Акбиик (хребет)
Акбиик (баш. Аҡбейек) — горный хребет на Южном Урале. Находится на территории Белорецкого района Башкортостана.
Хребет Акбиик относится к хребтам Башкирского (Южного) Урала. Хребет вытянут с северо-востока на юго-запад в Белорецком районе РБ.
Длина хребта — 6 км, ширина — 5 км, высота — 969 м.
Состоит из ряда платообразных вершин. В северной части хребет Акбиик переходит в хребёт Большой Крака, в южной части — в хребет Суртанды.
Хребет состоит из пород палеозоя, а межгорные понижения — из песчаников, сланцев, известняков, эффузивов ордовика, силура и девона.
Ландшафты — светлохвойные и мелколиственные берёзово-осиновые леса. Ландшафтность поясная: до высоты 550 м — берёзово-сосновые леса, выше — берёзово-сосново-лиственничные леса; верхняя часть хребта — скальные растения, лишайники, петрофиты (бурачок, горноколосник, качим, тимьяни др.).

## Топонимика
В переводе с башкирского языка Аҡбейек — белая высота.